# Chaima Toumi
Chaima Toumi, född 23 september 2003, är en tunisisk taekwondoutövare. 

## Karriär
I april 2018 tog Toumi brons i 46 kg-klassen vid junior-VM i Hammamet. I juni 2021 tog hon guld i 53 kg-klassen vid afrikanska mästerskapen i Dakar efter att ha besegrat egyptiska Mennatalla Medhat i finalen.
I november 2023 tog Toumi guld i 57 kg-klassen vid afrikanska mästerskapen i Abidjan efter att ha besegrat gabonesiska Emmanuella Atora Eyeghe i finalen. I mars 2024 tog hon guld i 57 kg-klassen vid afrikanska spelen i Accra efter att ha besegrat ivorianska Mariama Cissé i finalen.
Vid sommaruniversiaden 2025 i Essen tog Toumi silver i 57 kg-klassen efter en finalförlust mot brasilianska Maria Clara Pacheco.